# Tótszentgyörgy, Baranya
Tótszentgyörgy este un sat în districtul Szigetvár, județul Baranya, Ungaria, având o populație de 173 de locuitori (2011). 

## Demografie
Componența etnică a satului Tótszentgyörgy
     Maghiari (97,28%)
     Romi (2,72%)
Componența confesională a satului Tótszentgyörgy
     Romano-catolici (31,79%)
     Fără religie (23,12%)
     Reformați (22,54%)
     Necunoscută (22,54%)
     Alte religii (2,31%)
Conform recensământului din 2011, satul Tótszentgyörgy avea 173 de locuitori. Din punct de vedere etnic, majoritatea locuitorilor (97,28%) erau maghiari, cu o minoritate de romi (2,72%). Nu există o religie majoritară, locuitorii fiind romano-catolici (31,79%), persoane fără religie (23,12%) și reformați (22,54%). Pentru 22,54% din locuitori nu este cunoscută apartenența confesională.